# 白卡明 (利維夫州)
白卡明（烏克蘭語：Білий Камінь）是位於烏克蘭西部的村莊，由利維夫州佐洛奇夫區的佐洛奇夫市鎮負責管轄。該村處於西布格河畔，面積1.94平方公里，海拔高度245米，人口776。